# Simone Kermes
Simone Kermes, née le 17 mai 1965 à Leipzig, est une chanteuse allemande d'opéra, d'opérettes et de lieder ayant une tessiture de soprano coloratura.

## Formation
Simone Kermes étudie le chant auprès d'Helga Forner à l'école de musique et de théâtre Felix Mendelssohn Bartholdy à Leipzig. Elle participe également à des master-classes animées entre autres par Elisabeth Schwarzkopf, Barbara Schlick, Jessica Cash et Dietrich Fischer-Dieskau. Elle réussit ses études avec félicitations.
En 1993, elle participe avec succès au prix Mendelssohn de Berlin, puis obtient en 1996 un prix au concours international Jean-Sébastien-Bach à Leipzig.

## Carrière musicale
Elle obtient par la suite de nombreux contrats. Elle se produit sur les scènes d'opéra de Stuttgart, Wiesbaden, Bonn, Dortmund, Mayence, Coblence, Copenhague, Cologne de même qu'à la Brooklyn Academy of Music de New York et au Théâtre des Champs-Élysées à Paris. On retrouve dans son répertoire les rôles de Gilda dans Rigoletto, les rôles titres d'Alcina, de Lucia di Lammermoor, ainsi que les rôles d'Eurydice dans Orphée et Eurydice, de Constance dans Die Entführung aus dem Serail (en français : L'Enlèvement au Sérail), de Fiordiligi dans Cosi fan tutte (Ainsi font-elles toutes) et de Rosalinde dans Die Fledermaus (La Chauve-Souris).
Elle est l'invitée de festivals nationaux et internationaux, comme le Festival de Schwetzingen, la semaine de musique ancienne d'Innsbruck, le Kissinger Sommer, le festival de musique ancienne de Knechtsteden, le festival de Ludwigsburg, celui de Göttingen, ou celui de Neuburg.
En plus de plusieurs productions sur les radios et à la télévision, ses nombreux enregistrements CD témoignent de son activité musicale, entre autres sous la direction de Thomas Hengelbrock avec le Balthasar-Neumann-Ensemble dans La Création de Joseph Haydn.
Forumopera.com, un magazine en ligne du monde lyrique, lui décerne en janvier 2015, l'Ortrud de Cristal, réservé à « la personnalité lyrique la plus agaçante ».

## Prix et distinctions
- 1993 : 1er prix du concours Mendelssohn à Berlin
- 1996 : 3e prix du concours international Jean-Sébastien-Bach à Leipzig
- 2003 : Prix de l'année de la critique allemande du disque
- 2011 : Echo Klassik – Chanteuse de l'année

## Discographie sélective
- 2005 : Rodelinda de Georg Friedrich Haendel, avec Marijana Mijanović, Steve Davislim, Sonia Prina, Marie-Nicole Lemieux, Vito Priante, Il Complesso Barocco, direction Alan Curtis (Deutsche Grammophon - Archiv)
- 2006 : Griselda de Vivaldi, avec l'Ensemble Matheus, label Naïve
- 2009 : La Diva - Handel Arias for Cuzzoni, arias de Haendel, avec le Lautten Compagney, label Berlin Classics
- 2011 : Blood Wedding de Hans-Erik Philip, avec le Budapest Radio Symphony Orchestra & Chorus dirigé par Béla Drahos, label Danica